# Cinnyris erythrocercus
Cinnyris erythrocercus là một loài chim trong họ Nectariniidae.